# Gare de Lezoux
Gare de Vertaizon – przystanek kolejowy w Lezoux, w departamencie Puy-de-Dôme, w regionie Owernia-Rodan-Alpy, we Francji. 
Przystanek jest zarządzany przez Société nationale des chemins de fer français (SNCF) i obsługiwany przez pociągi TER Auvergne.

## Położenie
Znajduje się na wysokości 351 m n.p.m., na km 24,417 Clermont-Ferrand – Saint-Just-sur-Loire, pomiędzy stacjami Vertaizon i Pont-de-Dore. 

## Linie kolejowe
- Clermont-Ferrand – Saint-Just-sur-Loire